# Masamoto Iso
Masamoto Iso (磯正智, 1818-1881) fut le deuxième des trois maitres de ju-jitsu de Jigoro Kano. Son école de jūjutsu est la Tenjin Shin'yō-ryū.